# Adolf Sigmund
Adolf Sigmund (10. dubna 1892 Majdalena — 12. července 1934 Praha) byl český lékař-radiolog, průkopník využívání rentgenu při diagnostice, následovník profesora Rudolfa Jedličky. Roku 1926 se habilitoval na docenta rentgenologie na Univerzitě Karlově. Byl uznávaným pedagogem a autorem řady odborných prací, zejména v oboru radiodiagnostiky onemocnění trávicího traktu.

## Život
Narodil se 10. dubna 1892 v obci Majdalena u Třeboně jako syn sedláka, majitele usedlosti. Po absolvování třeboňského gymnázia studoval od roku 1911 medicínu na pražské lékařské fakultě. Roku 1914 byl povolán do armády jako poručík (Leutnant) zdravotní služby. Na ruské frontě byl raněn do kolena a v důsledku zánětu mu byla ve Vídni amputována noha. Obtížná pohyblivost, se kterou se po zbytek života potýkal, nejspíš vedla k tomu, že si jako lékař vybral obor, kde se nevyžadovala rychlá chůze.
Vrátil se do Prahy, kde dokončil studium (promován byl 3. července 1917) a nastoupil do zaměstnání jako sekundář v nemocnici sv. Alžběty. Během války pracoval ještě jako chirurg v posádkové nemocnici ve Vídni, získal ale také první radiologické zkušenosti ve vídeňském institutu pro rentgenologii u prof. Guida Holzknechta a v Reinerově nemocnici u Martina Haudeka.
Roku 1918 se stal vedoucím rentgenologického oddělení v posádkové nemocnici v Praze, kde vynikl přesnými diagnózami. Zásluhou profesora Kukuly byl od 1. května 1921 přijat jako asistent na 1. chirurgickou kliniku Všeobecné nemocnice. Vedle běžných úkolů tam také dále studoval a psal první vědecké práce. V letech 1922, 1923 a 1924 se účastnil studijních pobytů v Německu, v roce 1924 také v Paříži.
Roku 1926 se habilitoval z rentgenologie a jako docent pak tento obor přednášel na lékařské fakultě UK. Účastnil se mezinárodních konferencí, byl členem výboru Československé společnosti pro röntgenologii a radiologii. Roku 1927 si otevřel soukromou praxi.
V květnu 1934 přestal ordinovat a 12. července téhož roku zemřel po dlouhé nemoci, na infekci plic a pohrudnice. K předčasnému úmrtí přispělo, že jeho organismus byl oslaben dlouhodobým vystavením rentgenovému záření. Pohřben byl 16. července ve strašnickém krematoriu za účasti řady významných lékařů. Jmenování mimořádným profesorem, na kterého byl navržen, se již nedožil.

## Význam a ocenění
Byl pokračovatelem profesora Rudolfa Jedličky. Prokázal badatelské, učitelské a organizační schopnosti. Po Jedličkově smrti se stal autoritou v otázkách rentgenové diagnostiky a techniky. Zasloužil se o propagaci rentgenu jako diagnostického prostředku a o zvýšení důvěry v něj. Přednáškami a publikacemi přibližoval tento prostředek praktickým i odborným lékařům. Jeho diagnózy byly přesné a spolehlivé. Měl smysl pro estetiku, výstižně se vyjadřoval, přednášky měl vždy poutavé a pečlivě připravené.
Roku 1931 mu jugoslávský král Alexandr I. Karađorđević udělil Řád svatého Sávy IV. třídy. (Ocenění dostala spolu s ním řada dalších českých lékařů, kteří se o rok dříve účastnili Všeslovanského lékařského kongresu.)

## Dílo
Vědecká činnost doc. Sigmunda se zaměřila především na rentgenovou diagnostiku chorob žaludku a střev. Věnoval se také onemocněním žlučníku. Většina jeho prací vyšla v odborných časopisech. Knižně publikoval:
- O elongacích duodena : příspěvek k otázce tzv. gastroptosy (1923)
- O diagnostickém významu Stierlinova zjevu (1924)
- Dva vzácné případy divertiklů traktu zažívacího (1925), viz Divertikulitida

## Příbuzenstvo
- 7. srpna 1926 se v pražském kostele sv. Apolináře oženil s Annou Marií Sládkovou (1902-???) z Vršovic, dcerou zedníka.[14]
- Bratr Jan Sigmund[15] (1890-1940) byl profesor veterinární medicíny. Působil v kladrubském hřebčíně, od roku 1930 přednášel na české technice.[16]